# رافاييل إم. سالاس
رافاييل إم. سالاس هو وزير ودبلوماسي فلبيني، ولد في 7 أغسطس 1928 في باجو في الفلبين، وتوفي في 4 مارس 1987 في واشنطن العاصمة في الولايات المتحدة.